# Pentti Uotinen
Pentti Armas Uotinen (27. září 1931, Orimattila – 3. listopad 2010) byl finský skokan na lyžích, který závodil v letech 1951 až 1957.
Na Zimních olympijských hrách 1952 v Oslo obsadil osmé místo v závodě na velkém můstku. Největším úspěchem jeho kariéry bylo celkové vítězství na Turné čtyř můstků 1956/57, kdy těsně (o 0,7 b) porazil krajana Eino Kirjonena. V tomto ročníku Uotinen vyhrál úvodní závod v Oberstdorfu.